# Methven Castle
Methven Castle ist eine Niederungsburg östlich des Dorfes Methven in der schottischen Council Area Perth and Kinross. Das heutige Gebäude entstand im 17. Jahrhundert.

## Geschichte
Die Ländereien von Methven gehörten der Familie Mowbray seit dem 12. Jahrhundert. Die Mowbrays unterstützten den Anspruch von John Balliol auf den schottischen Thron gegen Robert the Bruce und, als dieser siegte, wurde Methven von der Krone konfisziert und an Walter Stewart, den Schwiegersohn von Robert the Bruce, vergeben. Sein Nachfahre, Walter Stewart, 1. Earl of Atholl, verwirkte seine Ländereien nach seiner Verwicklung in eine Verschwörung zum Mord an König Jakob I. Die Burg wurde 1444 belagert und König Jakob II. war dort 1450 zu Gast. König Jakob IV. besuchte sie in den 1490er-Jahren mehrmals.
Auf Methven Castle wohnte auch Margaret Tudor (1489–1541), die Tochter von König Heinrich VII. von England, Königin von Schottland und Gattin von Jakob IV., nach ihrer dritten Heirat mit Henry Stewart, 1. Lord Methven 1528. Sie starb auf der Burg am 18. Oktober 1541. Nachdem der 3. Lord Methven 1584 ohne Erben starb, vergab König Jakob VI. Burg und Ländereien an seinen Favoriten, Ludovic Stewart, 2. Duke of Lennox. 1664 kaufte Patrick Smythe aus Braco das Anwesen.
Das heutige Gebäude stammt von 1664 und wurde vom Architekten und Baumeister John Mylne (1611–1667) entworfen und gebaut. Es könnte ältere Gebäudeteile enthalten. Die Familie Smythe behielt die Burg das gesamte 18. und 19. Jahrhundert hindurch, ließ Anbauten an der Burg und Umgestaltungen am Anwesen durchführen. 1923 wurde die Burg verkauft und ging bis 1984 durch verschiedene Hände; dann wurde sie restauriert. Der Ostflügel wurde abgerissen, ebenso wie das bereits in den 1950er-Jahren mit dem Westflügel geschehen war, sodass nur noch das Gebäude aus dem 17. Jahrhundert übrigblieb, das ein neues Dach erhielt. Heute gehört die Burg David Murdoch und Historic Scotland hat sie als historisches Bauwerk der Kategorie A gelistet.

## Beschreibung
Methven Castle besteht aus einem quadratischen Hauptblock mit vier Stockwerken und dünnen Rundtürmen an jeder Ecke. Diese haben Kielbogendächer und das gesamte Gebäude ist mit Harl verputzt. In die Nordfassade sind zwei Staffelgiebel eingebaut, die mit einer Balustrade verbunden sind. Der Ostflügel wurde zuerst angebaut und dann eine Erweiterung im Westen mit Erkern, die 1815 errichtet wurde, vermutlich von James Gillespie Graham. Graham zeichnete Pläne für einen Umbau des gesamten Gebäudes, der aber nie realisiert wurde. Die Burg hatte auch einen Uhrenturm, aber dieser wurde 1965 abgerissen. Das Innere der Burg wurde 1800 umgestaltet; nur eine Treppe ist vom ursprünglichen Gebäudeinneren erhalten.

## Park und Gärten
Ende des 18. Jahrhunderts wurde um die Burg ein Park angelegt. David Smythe, Lord Methven, ließ viel lichten Wald anpflanzen und ein eingefriedeter Garten wurde 1796 angelegt. 1830 legte man ein Pinetum – ein Arboretum aus Koniferen – an; es gilt als das erste seiner Art in Schottland. David Smythes Sohn, William, ließ den Park und die Gärten durch den Bau von Gewächshäusern erweitern. Zwar wurde der lichte Wald bis ins 20. Jahrhundert gepflegt, aber die Gärten wurden vernachlässigt und viele Bäume stürzten in den 1950er-Jahren um, auch im Pinetum. Der größte, bis heute erhaltene Baum ist die Pepperwell Oak mit einem Stammumfang von 6,94 Metern (gemessen 1985). Park und Gärten sind im Inventory of Gardens and Designed Landscapes in Scotland aufgeführt.